# Chandra Kowi
Chandra Kowi (* 7. März 1986 in Palembang) ist ein US-amerikanischer Badmintonspieler indonesischer Herkunft.

## Karriere
Chandra Kowi gewann 2007, 2008 und 2009 die Boston Open. 2008 war er auch bei den Miami PanAm International erfolgreich und wurde nationaler US-amerikanischer Meister im Mixed.

## Sportliche Erfolge
| Saison | Veranstaltung             | Disziplin    | Platz | Name                          |
| ------ | ------------------------- | ------------ | ----- | ----------------------------- |
| 2007   | Boston Open               | Mixed        | 1     | Chandra Kowi / Mona Santoso   |
| 2008   | Boston Open               | Mixed        | 1     | Chandra Kowi / Mona Santoso   |
| 2008   | Miami PanAm International | Herrendoppel | 1     | Daniel Gouw / Chandra Kowi    |
| 2008   | USA-Meisterschaft         | Mixed        | 1     | Chandra Kowi / Mona Santoso   |
| 2009   | Boston Open               | Mixed        | 1     | Chandra Kowi / Mona Santoso   |
| 2012   | USA-Meisterschaft         | Herrendoppel | 1     | Chandra Kowi / Halim Haryanto |

## Referenzen
- Chandra Kowi beim Badminton-Weltverband

| Personendaten    | Personendaten                                             |
| ---------------- | --------------------------------------------------------- |
| NAME             | Kowi, Chandra                                             |
| KURZBESCHREIBUNG | US-amerikanischer Badmintonspieler indonesischer Herkunft |
| GEBURTSDATUM     | 7. März 1986                                              |
| GEBURTSORT       | Palembang                                                 |